# ابروچو (دهانه)
ابروچو یک دهانه برخوردی در ماه است.

## دهانه‌های اقماری
این دهانه ۴ دهانه اقماری دارد.
| Obruchev | عرض جغرافیایی | طول جغرافیایی | قطر          |
| -------- | ------------- | ------------- | ------------ |
| X        | ۳۴٫۷° S       | ۱۵۹٫۵° E      | ۱۸٫۰ کیلومتر |
| M        | ۴۰٫۵° S       | ۱۶۲٫۲° E      | ۴۶٫۰ کیلومتر |
| T        | ۳۸٫۵° S       | ۱۵۷٫۷° E      | ۲۱٫۰ کیلومتر |
| V        | ۳۶٫۶° S       | ۱۵۸٫۳° E      | ۳۹٫۰ کیلومتر |